# 永徽
永徽（えいき）は、唐の高宗李治の治世に行われた最初の元号。650年 - 655年。

## 出来事
- 元年：単于都護府を置き、突厥を監督させる。
- 2年：『永徽律』を発布。
- 4年：『五経正義』が完成。
- 6年：武照（後の武則天）が皇后となる。

## 西暦・干支との対照表
| 永徽 | 元年  | 2年   | 3年   | 4年   | 5年   | 6年   |
| 西暦 | 650年 | 651年 | 652年 | 653年 | 654年 | 655年 |
| 干支 | 庚戌  | 辛亥  | 壬子  | 癸丑  | 甲寅  | 乙卯  |

## 他元号との対照表
| 永徽 | 元年         | 2年   | 3年   | 4年   | 5年   | 6年   |
| 日本 | 大化6 白雉元 | 白雉2 | 白雉3 | 白雉4 | 白雉5 | 白雉6 |